# Juan José Salvadores
Juan José Salvadores (Buenos Aires, Virreinato del Río de la Plata 1789 - Cañada de Cepeda, Santa Fe, Argentina, 1 de febrero de 1820) fue un militar que luchó en las campañas por la independencia de España, invadida por Francia, y por la emancipación de las Provincias Unidas del Río de la Plata (República Argentina) y en las guerras civiles de ese país, muriendo en defensa del Directorio.

## Biografía
Nació en Buenos Aires el 2 de agosto de 1789, hijo primogénito de Manuel Salvadores, natural de Málaga, España, de profesión médico, y de María Antonia Valle, hermana de Ana María Valle, madre de Mariano Moreno. Tuvo numerosos hermanos, todos comprometidos con la causa patriota, entre ellos los funcionarios Bonifacio José María Salvadores y José María Salvadores, el teniente Desiderio Salvadores, el teniente coronel Gregorio Salvadores, el coronel Ángel Salvadores, el sargento mayor Lucio Salvadores, el médico Manuel Antonio Salvadores, el periodista Pedro María de Alcántara Salvadores y el militar Toribio Salvadores.
Siguió la carrera militar efectuando sus estudios en Francia. Tras la invasión de España por Napoleón Bonaparte luchó contra los franceses en la Guerra de la Independencia Española como cadete. El 13 de enero de 1809 la Junta de Sevilla le extendió despachos de subteniente del Regimiento de Infantería de Buenos Aires.
Adhirió al movimiento de mayo de 1810 al igual que el resto de su familia y se incorporó como teniente 1.º de infantería de línea.
El 11 de mayo de 1819 fue ascendido a capitán del Batallón de Aguerridos al mando del coronel Mariano Benito Rolón. El 1 de febrero de 1820 cayó al frente de su compañía en la Batalla de Cepeda. Había casado con la francesa Antonia Esteban.